# Death House
Death House è un film del 1987 diretto dall'attore John Saxon.

## Trama
Derek Keillor, veterano del Vietnam decorato di medaglia, viene accusato ingiustamente di un delitto che non ha commesso e rinchiuso, nell'attesa di essere giustiziato, in un carcere di massima sicurezza. In cambio di una commutazione della pena, Keillor accetta di sottoporsi ad una serie di test comportamentali nei quali le sue reazioni saranno sollecitate dall'HV-8, una droga sintetica sperimentale.
Nel frattempo il perfido colonnello Gordon Burgess, membro della CIA, si infiltra tra i medici e sostituisce l'HV-8 con l'HV-8B, una variante della droga studiata per la creazione di un soldato perfetto. A causa degli esperimenti Keillor ed altri volontari si trasformano in furiosi psicopatici e mettono a soqquadro l'intera prigione. Incapace di fermarli, Burgess chiede aiuto alla dottoressa Tanya Karrington.